# Roman Kaděra
Roman Kaděra (* 9. únor 1973, Československo) je český hokejista. Hrál na postu útočníka.

## Ocenění a úspěchy
- 1995 Postup s klubem HC Železárny Třinec do ČHL

## Hráčská kariéra
- 1991-92 HC Olomouc U20
- 1992-93 HC Olomouc
- 1993-94 HC Vítkovice
- 1994-95 HC Vítkovice, HC Železárny Třinec
- 1995-96 HC Železárny Třinec
- 1996-97 HC Slavia Praha, HC Železárny Třinec
- 1997-98 HC Železárny Třinec
- 1998-99 HC Železárny Třinec, HC Znojemsti Orli
- 1999-00 HC Oceláři Třinec, HC Vítkovice
- 2000-01 HC Vítkovice
- 2001-02 HC Vítkovice
- 2002-03 HC Vítkovice
- 2003-04 HC Vítkovice HC Litvínov
- 2004-05 HC Dukla Jihlava HC Havířov
- 2005-06 HC Slovan Bratislava, SC Rapperswil-Jona Lakers (NLA) Švýcarsko, HC Benešov
- 2006-07 Nehrál
- 2007-08 Wölfe Freiburg Německo
- 2008-09 Wölfe Freiburg Německo
- 2009-10 Höchstadter EC Německo